# Hopkins Park
Hopkins Park è un villaggio degli Stati Uniti d'America, situato nello Stato dell'Illinois, nella contea di Kankakee.